# Cộng hòa kongsi

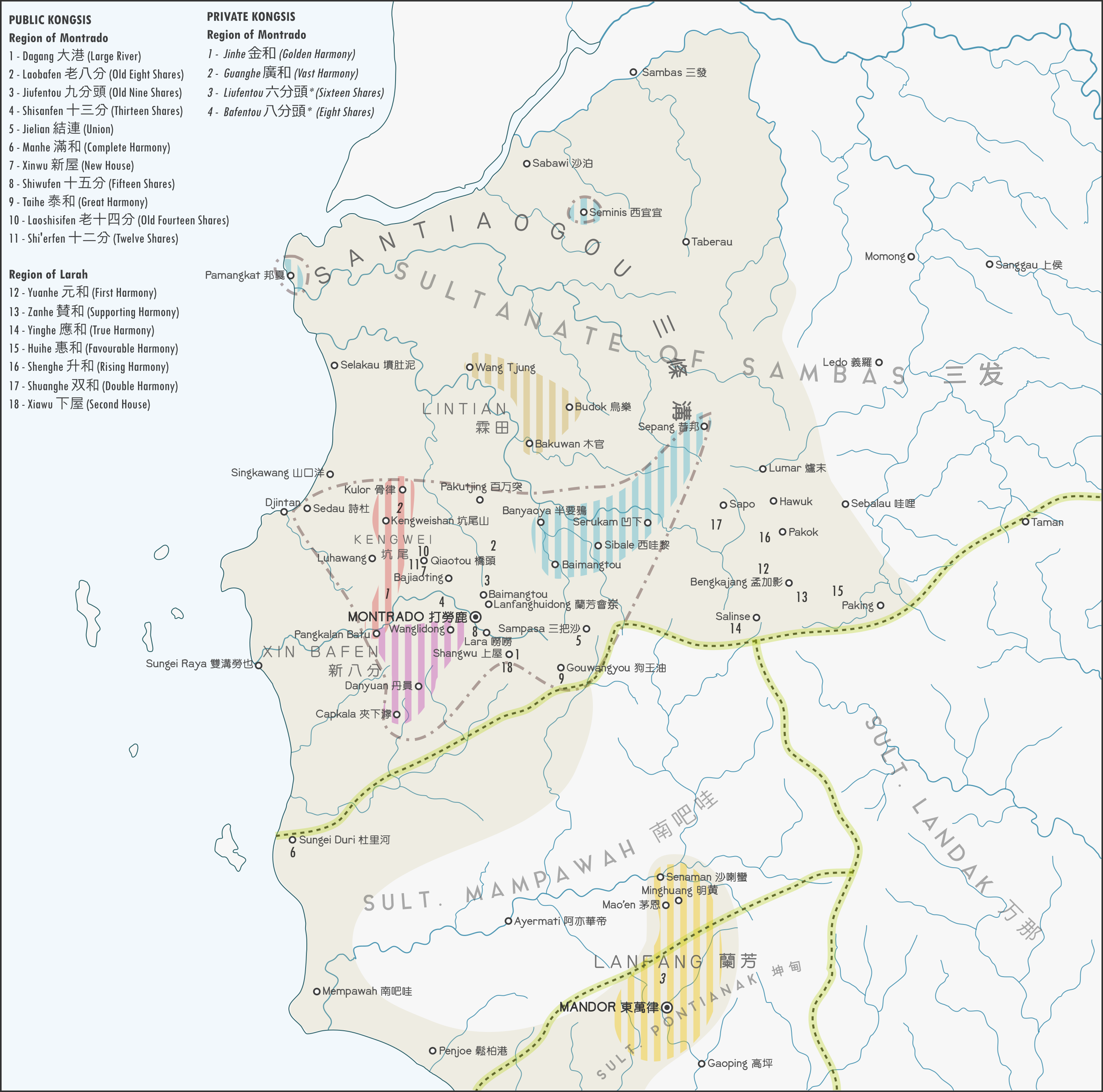
Bản đồ các "kongsi" ở Tây Borneo

Cộng hòa kongsi, còn được gọi là Dân chủ kongsi hoặc Liên bang kongsi, là một nhóm các nhà nước tự quản ở Borneo, được hình thành như liên minh của các cộng đồng khai khoáng người Hoa được gọi là kongsi (công ty). Đến giữa thế kỷ 19, các nước này kiểm soát phần lớn miền tây Borneo. Ba nước Cộng hòa kongsi lớn nhất là Cộng hòa Lan Phương, Cộng hòa Hòa Thuận (Fosjoen) và Liên bang Tam Điều Câu (Samtiaokioe).
Các kongsi thương mại khá phổ biến ở các khu người Hoa trên khắp thế giới, nhưng điểm đặc biệt của các kongsi này ở Borneo đó là có quyền kiểm soát những vùng lãnh thổ rộng lớn. Đặc điểm này giúp phân biệt các chính thể này với các Sultan ở Đông Nam Á, mặc dù nắm quyền hành đối với thực thể bên dưới, nhưng không trực tiếp kiểm soát lãnh thổ và cư dân ở đó.
Các kongsi này cạnh tranh với Hà Lan để giành quyền kiểm soát Borneo, với đỉnh điểm là ba chiến tranh vào các năm 1822–24, 1850–54 và 1884–85. Hà Lan cuối cùng đã đánh bại các nước này, sáp nhập các lãnh thổ trên vào thuộc địa Hà Lan.
Các Cộng hòa Kongsi thực hiện dân chủ trực tiếp, và được gọi là "nước cộng hòa" vào thế kỷ 19. Tuy nhiên, nhiều học giả hiện đại có những ý kiến khác nhau về việc liệu những chính thể này có nên được coi là các nước cộng hòa kiểu phương Tây hay là một kiểu dân chủ độc đáo của người Hoa.

## Lịch sử
Các kongsi ban đầu là các tổ chức thương mại bao gồm các thành viên cung cấp vốn và chia sẻ lợi nhuận, thành lập vào cuối thế kỷ 18 khi người Hoa di cư đến Đông Nam Á. Kongsi nổi lên cùng với sự phát triển của ngành khai thác mỏ, và dựa trên quan niệm truyền thống của người Hoa về tình huynh đệ. Phần lớn các kongsi bắt đầu ở quy mô nhỏ là hệ thống các đối tác được gọi là hội (tiếng Trung: 會; bính âm: huì). Những hệ thống hợp tác này là những thể chế kinh tế quan trọng tồn tại ở Trung Quốc kể từ khi xuất hiện tầng lớp quản lý ở thời nhà Tống thế kỷ 12. Một hội được gọi là một kongsi sau khi mở rộng thành một tổ chức lớn bao gồm hàng trăm hoặc hàng nghìn thành viên.
Có rất ít tài liệu còn sót lại đến ngày nay nói về các cộng đồng khai khoáng người Hoa đầu tiên. W. A. Palm, đại diện của Công ty Đông Ấn Hà Lan, báo cáo rằng các mỏ vàng đã được thành lập vào năm 1779 xung quanh Landak, nhưng chúng ta không biết rõ về sắc tộc của nhân công làm việc trong các hầm mỏ.
Cạnh tranh giữa các kongsi gia tăng khi các địa điểm khai thác cũ dần trở nên cạn kiệt và các thợ mỏ bắt đầu mở rộng hoạt đông sang các khu vực mới, khiến các kongsi lớn hơn phải sáp nhập các kongsi nhỏ hơn. Liên bang Fosjoen được thành lập vào năm 1776 khi mười bốn kongsi hoạt động xung quanh khu vực Monterado hợp nhất thành một liên minh duy nhất. Các thành viên đứng đầu là Kongsi Samtiaokioe, kiểm soát các điểm khai thác ở phía bắc Monterado và Kongsi Thaikong, kiểm soát các điểm phía tây và tây nam Monterado.
Một thời gian sau khi Fosjoen được thành lập, La Phương Bá lập Cộng hòa Lan Phương vào năm 1777. Ông từ Quảng Đông, cùng với một nhóm người khác di cư đến Borneo vào năm 1772. Sự phát triển ban đầu của Lan Phương được cho là nhờ quan hệ thương mại với Pontianak Sultanate. Một số ghi chép về Cộng hòa Lan Phương nói rằng La Phương Bá đã đến cảng Pontianak, nhưng có khả năng ban đầu ông tham gia vào Lan Phương hội, một kongsi nông nghiệp có cùng tên với nước cộng hòa sau này. Một số nguồn tiếng Malay thì cho rằng Lan Phương có nguồn gốc từ một nhóm các kongsi nhỏ được thống nhất bởi La Phương Bá vào năm 1788.
Các nước cộng hòa Kongsi kiểm soát các cảng và khu dân cư nội địa, cho phép họ giao thương, trao đổi hàng hóa mà không có sự can thiệp của người Hà Lan hay Mã Lai. Các kongsi của người Hoa thường liên kết với Singkawang, Pemangkat, Bengkayang và các khu định cư khác. Các trấn kongsi này là nơi có các dịch vụ phục vụ nhu cầu của thợ mỏ như hiệu thuốc, tiệm bánh, nhà hàng, tiệm thuốc phiện, tiệm cắt tóc và trường học.

### Chiến tranh Kongsi
Chiến tranh Kongsi là ba cuộc chiến tranh riêng biệt giữa người Hà Lan và các liên bang Kongsi vào các năm 1822–1824, 1850–1854 và 1884–1885:
- Cuộc viễn chinh Bờ Tây Borneo (1822–24)
- Cuộc viễn chinh chống lại người Hoa ở Montrado (1850–54)
- Cuộc nổi dậy người Hoa ở Mandor, Borneo (1884–85)

Hầu hết các nước Cộng hòa Kongsi đã bị Hà Lan giải tán sau Chiến tranh Kongsi thứ hai. Cộng hòa Lan Phương là thể chế cuối cùng còn tồn tại vì đã đàm phán một thỏa thuận với người Hà Lan cho phép duy trì một quốc gia tự trị trong Đông Ấn thuộc Hà Lan. Cộng hòa Lan Phương vẫn có thể bầu người đứng đầu, nhưng phải được Hà Lan phê duyệt. Vào giữa thế kỷ 19, Hà Lan tìm cách hạn chế quyền lực của Cộng hòa Lan Phương. Chiến tranh Kongsi lần thứ ba, một cuộc nổi dậy thất bại của người Hoa chống lại người Hà Lan vào năm 1884–1885, đã chấm dứt nền độc lập của Lan Phương. Lãnh thổ do Lan Phương nắm giữ được chia giữa Pontianak, Mempawah và Landak. Những người Hoa thuộc Cộng hòa Lan Phương trở thành thần dân của chính quyền thuộc địa Hà Lan, nhưng vẫn phải nộp thuế cho các nhà lãnh đạo địa phương.

## Chính quyền
Cơ quan chính của các nước cộng hòa kongsi là zongting, một cơ quan thực hiện quyền hành pháp và lập pháp, là cơ quan đại biểu đại diện cho các cộng đồng khai khoáng hợp thành. Ở Cộng hòa Hòa Thuận, các đại biểu được bầu bốn tháng một lần.
Các nhà bình luận thế kỷ 19 ủng hộ bản chất dân chủ của các thực thể này. Các nhà sử học thời kỳ này đã phân loại các Liên bang Kongsi này là "cộng hòa". Nhà Hán học người Hà Lan Jan Jakob Maria de Groot ủng hộ cách giải thích này, gọi Kongsi là "các nước cộng hòa làng xã" mang trong mình "tinh thần dân chủ". Về chủ nghĩa cộng hòa của các Kongsi, de Groot đã viết:

Bản thân thuật ngữ kongsi, hoặc theo phương ngữ Khách Gia, koeng-sji hoặc kwoeng-sze, đã cho thấy một chủ nghĩa cộng hòa hoàn hảo. Thuật ngữ này chính xác có nghĩa là quản lý một cái gì đó có lợi ích tập thể hoặc lợi ích chung. Do đó, nó cũng đã được sử dụng bởi các tập đoàn lớn và các công ty thương mại. Nhưng khi được sử dụng làm thuật ngữ cho các tổ chức chính trị ở Tây Borneo, nó nên được hiểu là có nghĩa là một tổ chức quản lý nền cộng hòa.

So sánh với chủ nghĩa cộng hòa phương Tây, nhà sử học Wang Tai Pang đã thận trọng  rằng "cách tiếp cận như vậy với lịch sử Kongsi rõ ràng là theo chủ nghĩa trung tâm châu Âu (chủ nghĩa lấy châu Âu làm trung tâm)." Ông thừa nhận rằng các liên bang giống với các nền dân chủ phương Tây về mặt bầu cử đại diện. Tuy nhiên, Wang lập luận rằng nét đặc điểm độc đáo Trung Quốc của các liên bang Kongsi bị bỏ qua khi các nhà sử học chỉ nhấn mạnh mối liên hệ giữa các kongsi và chủ nghĩa cộng hòa ở phương Tây. Thay vào đó, các kongsi nên được xem như các nền dân chủ độc đáo của Trung Quốc phát triển độc lập với ảnh hưởng của các thể chế chính trị phương Tây. Mary Somers Heidhues nhấn mạnh rằng cách hiểu từ thế kỷ 19 về từ "cộng hòa" không giống với cách hiểu hiện đại về chủ nghĩa cộng hòa. Một nhà bình luận người Hà Lan từ thế kỷ 19 sẽ gọi bất kỳ hệ thống chính trị nào không phải thế tập là cộng hòa.

## Trích dẫn
1. 1 2 3 4 5  Heidhues 2003, tr. 55.
2. ↑  Heidhues 2003, tr. 116.
3. ↑  Wang 1994, tr. 6.
4. 1 2 3 4  Heidhues 2003, tr. 60.
5. 1 2  Wang 1979, tr. 104.
6. ↑  Heidhues 2003, tr. 54.
7. 1 2  Wang 1979, tr. 103.
8. ↑  Wang 1979, tr. 105.
9. ↑  Heidhues 2003, tr. 61.
10. ↑  Heidhues 2003, tr. 63.
11. ↑  Heidhues 2003, tr. 64.
12. ↑  Heidhues 2003, tr. 65.
13. ↑  Heidhues 2003, tr. 67-68.
14. ↑  Heidhues 2003, tr. 67.
15. ↑  Heidhues 2003, tr. 80.
16. 1 2  Heidhues 1996, tr. 103.
17. ↑  Heidhues 1996, tr. 116.
18. ↑  Yuan 2000, tr. 1, 271.
19. ↑  Wang 1994, tr. 96.
20. ↑  Wang 1994, tr. 96–97.
21. ↑  Wang 1994, tr. 4–5.